# Morinda titanophylla
Morinda titanophylla är en måreväxtart som beskrevs av Ernest Marie Antoine Petit. Morinda titanophylla ingår i släktet Morinda och familjen måreväxter. Inga underarter finns listade i Catalogue of Life.